# Miconia splendens
Miconia splendens är en tvåhjärtbladig växtart som först beskrevs av Olof Swartz, och fick sitt nu gällande namn av August Heinrich Rudolf Grisebach. Miconia splendens ingår i släktet Miconia och familjen Melastomataceae. Inga underarter finns listade i Catalogue of Life.